# Беляевка (Кировоградская область)
Беляевка (укр. Біляївка) — село в Александровской поселковой общине Кропивницкого района Кировоградской области Украины.
До 2020 года входило в Александровский район
Население по переписи 2001 года составляло 127 человек. Почтовый индекс — 27340. Телефонный код — 5242. Код КОАТУУ — 3520588603.